# Рамиро I (король Астурии)
Рамиро I (исп. Ramiro I; ок. 790 — 850) — король Астурии, правивший с 842 года.
Рамиро был сыном короля Бермудо I.
Все короткое царствование Рамиро было занято умиротворением беспокойных магнатов, восставших против короля и овладевших столицей Овьедо. Жестоко преследовал бандитов, сжигал на костре лиц, обвинённых в колдовстве.
В 843 году Рамиро также успешно отразил нападение норманнов, пытавшихся высадиться у Коруньи.
Сантьяго Матаморос — знаменитое явление апостола королю.

## Биография

### Вступление на трон
Согласно «Хронике Альфонсо III» Рамиро был выбран королём Альфонсо II Целомудренным в качестве своего преемника на троне, потому что собственных детей у Альфонсо II не было. Но когда король умирал, Рамиро с целью вступления в брак находился за пределами Астурии, конкретно — в Бардулии, земле, которая позднее будет принадлежать кастильским монархам. Дворцовый граф Непоциан воспользовался отсутствием Рамиро и при поддержке астуров и басков, которые всегда оставались верными Альфонсо II, объявил себя новым королём. Рамиро примчался в Галисию, собрал мощную армию и выступил с ней в сторону Овьедо, столицы Астурийского королевства. Непоциан с войском ожидал встречи с Рамиро в Корнеллане, на берегу реки Нарсеа. В битве, произошедшей на городском мосту (битва на мосту Корнеллана), сторонники Рамиро разбили отряд Непоциана, а сам узурпатор бежал, но был схвачен, допрошен, затем ослеплён и сослан в монастырь. Рамиро с триумфом вступил в Овьедо и восстановил свои нарушенные права.

### Борьба с викингами
Вскоре после коронации Рамиро получил сообщение о том, что корабли викингов, пиратствующие у берегов Франции в Бискайском заливе, направляются с аналогичными намерениями к побережью Астурии. Обычно викинги для своих набегов выбирали судоходные реки и большие города, но в Астурии не было ни того, ни другого; тем не менее, в средневековых хрониках отмечены случаи нападения викингов на севере Испании (А-Корунья и Гигия), датированные 844 годом. Узнав о готовящемся нападании, Рамиро направил к берегам королевства отряд, который разбил пиратов; но скандинавы не успокоились, поплыли дальше вдоль испанских берегов, и там их поход оказался более успешным: они разграбили Лиссабон, Кадис, Севилью и, высадившись на сушу, даже угрожали захватом Кордобе, но халиф Аль-Андалуса Абдурахман II собрал большую армию и изгнал непрошенных гостей, вернув под свой контроль и Кадис, и Севилью.

### Легенда о битве при Клавихо
Согласно легенде в 834 году Рамиро нанёс поражение маврам в битве при Клавихо. Позднее дата была исправлена на более позднюю (844), поскольку в 834 году Рамиро ещё не был королём. Ни в арабских, ни в астурийских летописях нет упоминаний об этом сражении. Впервые об этом событии пишет в своей хронике De rebus Hispaniae Родриго Хименес де Рада, архиепископ Толедский.
Возможно, что описание битвы при Клавихо является мифом, созданным под впечатлением реального сражения, называемого «Второй битвой при Альбельде», которое произошло позднее, в 859 году. В этом сражении Ордоньо, сын Рамиро и его преемник на королевском троне, разгромил войска Бану Каси. Согласно легенде в момент битвы в небе появился Святой Яков с белым штандартом на белом коне и помог астурийцам победить мавров. Это стало толчком к началу особого почитания этого святого в Астурии.
В благодарность за помощь Рамиро, вернувшись с битвы, якобы ввёл специальный налог в пользу церкви (Voto de Santiago), который был окончательно отменён только в 1812 году. Впрочем, некоторые историки пишут, что этот налог был введён в X веке королём Рамиро II, или даже в XII веке.

### Попытка возрождения Леона

Королевский флаг Рамиро I Астурийского.

В действительности противостояние Рамиро с мусульманскими королевствами на полуострове было для него не столь успешным. Эмир Кордобы Абд ар-Рахман II также был вынужден сражаться и с внешними врагами (викинги), и с внутренними (Муса II ибн Муса). Рамиро I воспользовался временными трудностями Абд ар-Рахмана и попытался вернуть население в город Леон (см.статью «Репопуляция»).
Но эта попытка оказалась неудачной. Расправившись с викингами и с мятежниками, Абд ар-Рахман II в 846 году отправил своего сына (будущего эмира Мухаммада I) с войском в Леон. Недавно вернувшиеся в город христиане были вынуждены снова бежать, а город по приказу Мухаммада был сожжён. Окончательное освобождение Леона произошло в 856 году, уже при короле Ордоньо I.

### Внутренние конфликты

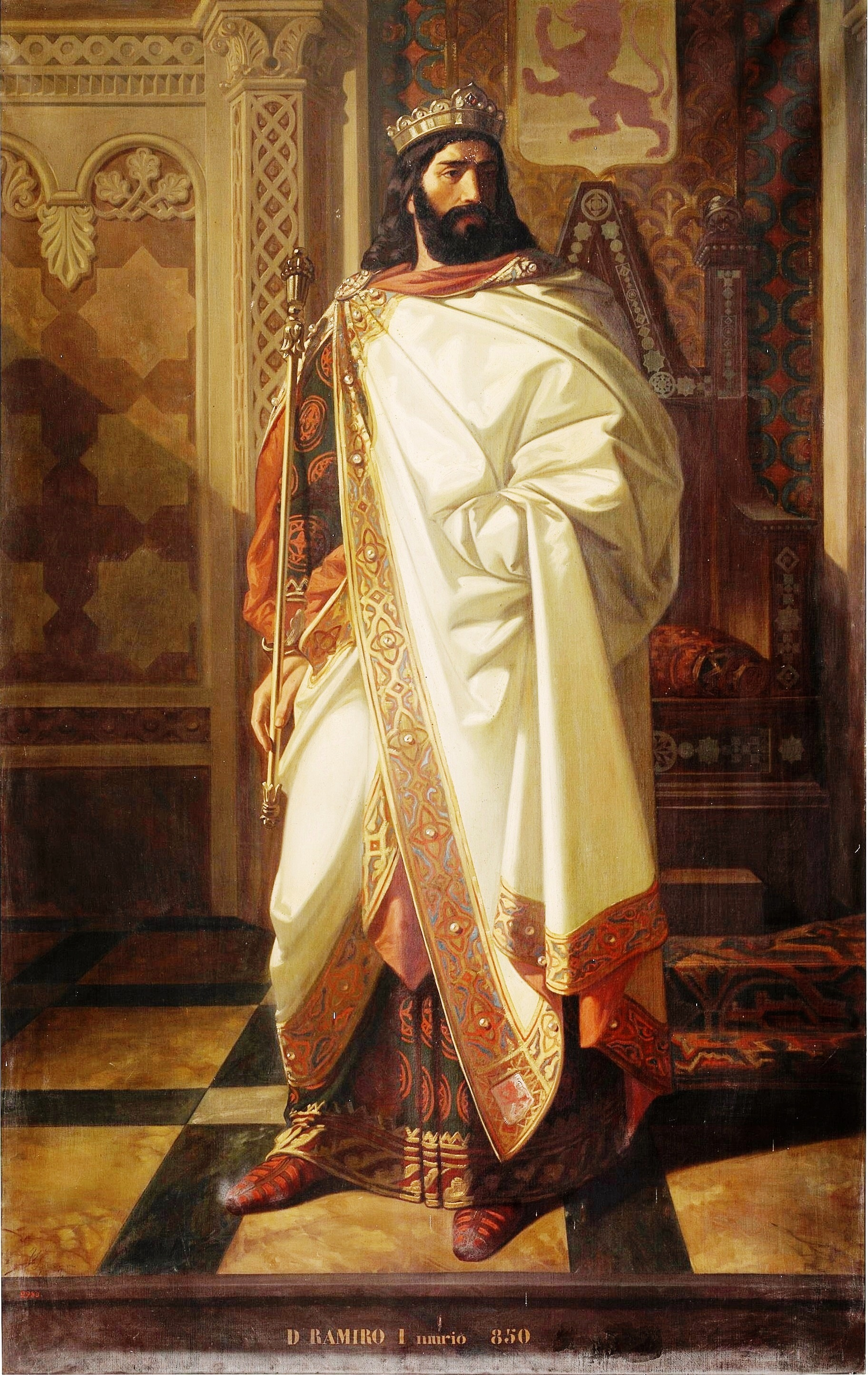
Рамиро I Астурийский (Музей Прадо).

Если в самой Астурии в правление Рамиро I сохранялось относительное спокойствие, то в недавно присоединённых регионах то и дело вспыхивали беспорядки. Как было сказано выше, уже при вступлении на трон Рамиро пришлось применять оружие против заговорщиков. Chronica Albeldensis упоминает о двух случаях, когда королю Рамиро I потребовалось прибегнуть к силе для борьбы с внутренними врагами: мятеж под руководством гранда Пиноло и пфальцграфа Алдройто. Первому Рамиро приказал отрубить голову (также и семи его сыновьям), а второй был ослеплён.
В правление Рамиро I в стране велась жестокая борьба против воров, грабителей, разбойников (которых много развелось в городах и на дорогах королевства), а также против магов, которые были активны, в основном, в отдалённых населённых пунктах.
Автор хроники Chronica Albeldensis именует короля Рамиро хвалебным званием «Uirga iustitiae», что означает «Стержень справедливости».

### Семья
Король Рамиро I был дважды женат. О первой супруге неизвестно практически ничего. Детьми Рамиро I от первого брака были король Астурии Ордоньо I и первый граф Эль-Бьерсо и Асторги Гатон. Второй раз Рамиро вступил в брак в 842 году на девушке по имени Патерна. Хроники сообщают, что когда Рамиро уехал из Овьедо для женитьбы, скончался его троюродный брат и предшественник на троне — король Альфонсо II. Свадьба состоялась в одном из городов Кастилии, поэтому можно предположить, что Патерна принадлежала к одному из местных благородных семейств.
Чётких свидетельств о других детях Рамиро, кроме Ордоньо I, не сохранилось. Традиционно считается, что первый граф Кастилии Родриго является сыном Рамиро и Патерны. Средневековый хронист Justo Pérez de Urbel сообщает, что Родриго стал графом Кастилии благодаря тому, что был связан с Астурийской королевской фамилией. Возможно, что связь эта пролегала через Патерну, хотя при этом вовсе необязательно, чтобы Родриго был её сыном.
Кроме того, сыном Рамиро I может быть Гатон, граф Асторги и Эль-Бьерзо, так как у хрониста Al-Bayan al-Mughrib of Ibn Idhari (XIV век) есть указание на то, что Гатон был «братом» Ордоньо I Астурийского.